# Anthophora flavonigra
Anthophora flavonigra là một loài Hymenoptera trong họ Apidae. Loài này được Wu mô tả khoa học năm 1988.